# Il gladiatore che sfidò l'impero
Il gladiatore che sfidò l'impero è un film del 1965 diretto da Domenico Paolella.

## Trama
Lucio Quintilio è interessato ad un inestimabile tesoro custodito con gelosia dai Traci a tal punto da sfidare il Senato e tradire la propria patria.
Il console Metello allora chiede aiuto al greco Spartaco per fermare Quintilio.